# Tehuacan Airport
Tehuacan Airport är en flygplats i Mexiko.   Den ligger i kommunen Tehuacán och delstaten Puebla, i den sydöstra delen av landet, 210 km sydost om huvudstaden Mexico City. Tehuacan Airport ligger 1 684 meter över havet.
Terrängen runt Tehuacan Airport är kuperad åt sydost, men åt nordväst är den platt. Runt Tehuacan Airport är det ganska tätbefolkat, med 83 invånare per kvadratkilometer. Närmaste större samhälle är Tehuacán, 4,9 km sydost om Tehuacan Airport. I omgivningarna runt Tehuacan Airport växer huvudsakligen savannskog.